# Lars Hård (film)
Lars Hård är en svensk dramafilm från 1948 i regi av Hampe Faustman. Som förlaga har man författaren Jan Fridegårds romantrilogi om Lars Hård, vilken består av Jag Lars Hård 1935, Tack för himlastegen 1936 och Barmhärtighet 1936. 

## Om filmen
Filmen premiärvisades den 30 augusti 1948 på biograf Saga i Enköping och biograf Royal i Stockholm. Inspelningen av filmen skedde 1947 med ateljéfilmning vid Sandrew-Ateljéerna i Stockholm, med exteriörer från Långholmen i Stockholm och Lindö herrgård i Vallentuna av Carl-Eric Edlund. Filmen har visats vid ett flertal tillfällen i SVT, bland annat i april 2019.

## Rollista i urval
- George Fant – Lars Hård
- Adolf Jahr – Johan Hård, Lars far
- Elsa Widborg – Lars mor
- Eva Dahlbeck – Inga, trädgårdsmästarpraktikant
- Ulla Smidje – Maj, trädgårdsmästarpraktikant
- Nine-Christine Jönsson – Eva
- Rut Holm – kuskens hustru, Hårds granne
- Torsten Bergström – kusken
- Hugo Björne – sotaren
- Carl Ström – vaktkonstapel på Långholmen
- Erik "Hampe" Faustman – fängelsepastorn
- Tord Bernheim – vakt på tvångsarbetsanstalten
- Sif Ruud – barnavårdsmannen
- Ann Mari Uddenberg – Marta
- Arne Källerud – Oskar, Martas kille
- Artur Rolén – Andersson, statare
- Gustaf Lövås – fånge på tvångsarbetsanstalten
- Axel Högel – fånge på tvångsarbetsanstalten

## Musik i filmen
- "O tysta ensamhet, sång Gösta Gustafson
- "Arholmavalsen (Sommarsolen glöder, staden känns så kvalmig)", kompositör Albin Carlsson, text H. S-s, instrumental
- "Herre, låt din vita duva", sång Adolf Jahr
- "Men hon längtar", sång Adolf Jahr
- "Å så rulla vi på kuttingen igen", text Emil Norlander, sång Adolf Jahr
- "Det var på Capri vi mötte varandra", kompositör Will Grosz, engelsk text Jimmy Kennedy, svensk text Sven-Olof Sandberg, framförs visslande av John Norrman